# 학원

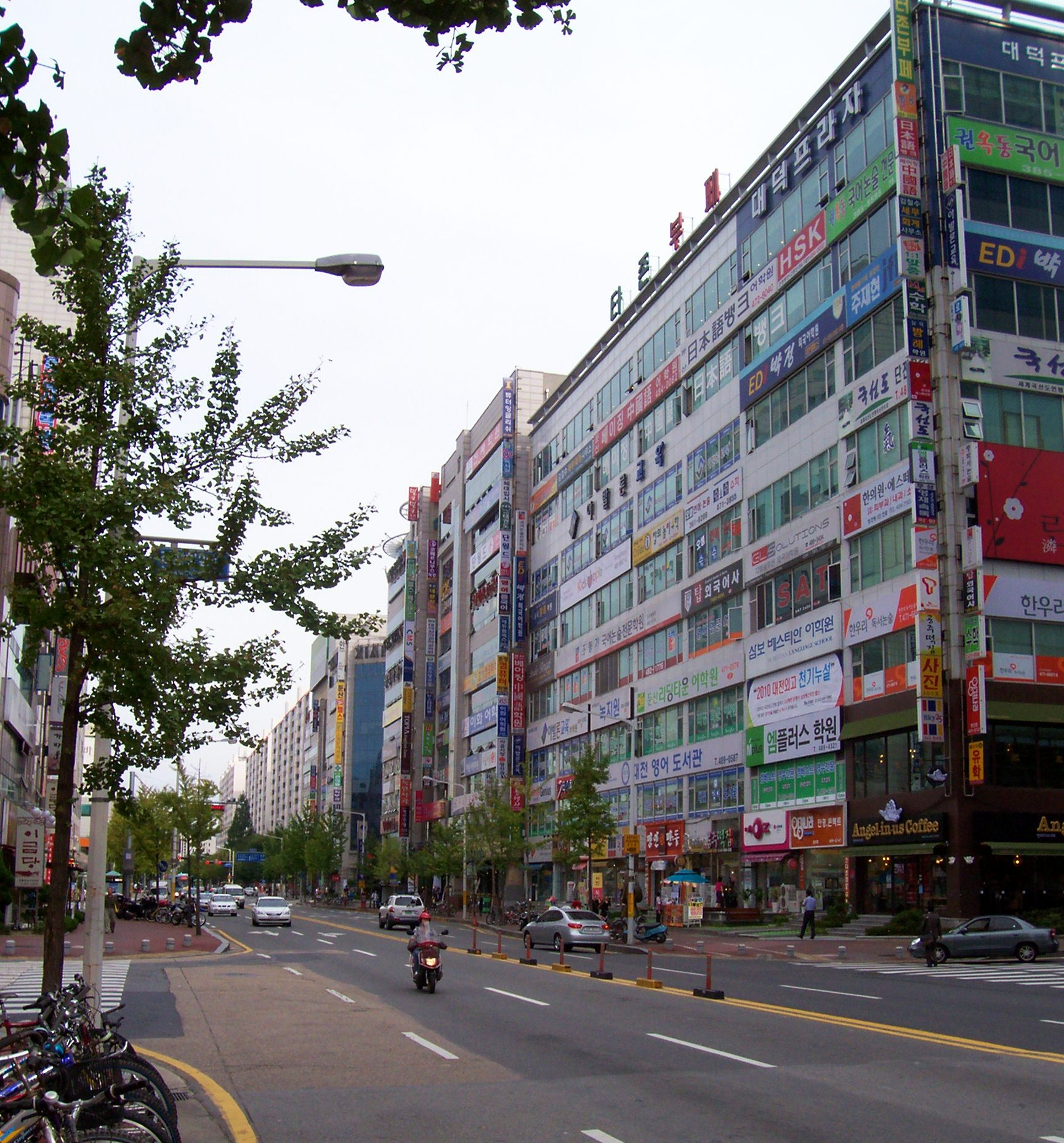
대전 둔산동 학원가

학원(學院, 영어: Hagwon)은 대한민국의 사설 교육 기관이다. 외국에서는 이런 시설에 대해 크램 스쿨(cram school)이라고 한다. 사설강습소 또는 강습소 라고도 한다. 《대한민국 학원의 설립·운영 및 과외교습에 관한 법률》에 따르면, 학원은 ‘사인이 대통령령으로 정하는 수 이상의 학습자에게 30일 이상의 교습과정(교습과정의 반복으로 교습일수가 30일 이상이 되는 경우를 포함한다.)에 따라 지식·기술(기능을 포함한다.) 예능을 교습하거나 30일 이상 학습장소로 제공하는 시설을 말하며, 몇몇 시설들은 제외한다.
대학 입시 학원들의 경쟁은 잘 알려졌다. 경쟁률 자체가 높아서 학원 강사들은 학생들을 엄격하게 가르치며 심지어 학원에서 특정한 대학교에 학생을 보냈을 경우, 학원에 현수막이 걸리기도 한다. 대한민국의 국공립학교처럼 학원 숙제를 다 하지 못했을 경우, 체벌을 하거나,(최근에는 체벌을 금지했다.) 추가 숙제를 내주거나, 벌금을 내기도 한다. (지각생들에게 벌금을 걷는 학원도 있다.) 최근에는 수강료 문제로 일반 서민층 학생들을 학원에 보내기가 불편하다. 현재 대한민국 학원의 개수는 70,000개 정도이지만, 시대에 따라 수강료가 낮은 학원이 잇따라 없어지는 경향을 보인다. 1980년대에는 과외금지조치로 재수학원과 예/체능계 학원을 합쳐 200~300개 정도만 남고 나머지 수만 개의 학원들은 모두 문을 닫거나 없어졌다. 최근에는 외국에도 한인들이 세운 학원이 많이 있다.
코로나19 이후 2020년부터는 교육특화 메타버스 가상학원 (클래스링크) 플랫폼이 출시예정이라 누구나 쉽게 가상학원을 개설하게 된다.
비슷한 교육 기관으로는 일본의 학습숙이 있다.

## 학원의 종류
- 외국어 학원 (영어, 일본어, 중국어, 스페인어 등)
- 보습 학원 (국어, 수학 학원 위주)
- 재수 학원
- 종합 학원
- 예/체능계 학원
- 컴퓨터 학원

### 지자체 공립학원
지방자치단체에서 세운 학원이지만 정식 학원 인가를 받지 못하는 학원들을 가리킨다. 현행법에서는 '민간 학원만이 학원 운영 인가를 받을 수 있다'고 하였기 때문이다.

## 학원 영업 정지
학력 위조 강사나 부당하게 많은 학원비, 영업시간 외 영업 등으로 벌점이 쌓일 경우에는 학원 영업이 일정 기간 정지된다. 영업 정지의 기준과 기간은 학원마다 다 다르나 벌점 기준은 대부분 31점이며, 10점 미만일 때에도 정지되는 학원도 있다. 기간은 보통 70일 미만이며, 심한 경우 100일 이상, 또는 10년 이상, 최고 100년까지 영업 정지를 당한다. TOEFL, TOEIC, TEPS, SAT 등의 시험 문제를 유출한 학원은 벌점에 상관 없이 100년 이하의 영업 정지를 받는다.

## 학원의 교습시간 제한 사건
학원의 교습시간 제한 사건은 대한민국 유명 헌법 판례이다.

### 사실관계
청구인들은 학원운영자와 강사, 학생, 학생의 부모로 '서울특별시 학원의 설립, 운영 및 과외교습에 관한 조례' 제5조 제1항에서, 학교교과교습학원 및 교습소의 교습시간을 5시부터 22시로 제한함으로써 직업수행의 자유 내지 영업의 자유와 평등권, 학생의 인격의 자유로운 발현권을, 학부모의 자녀교육권을 침해당하였다며 헌법소원심판을 청구하였다.

## 참고 문헌
- 헌법재판소 판례 2009.10.29. 2008헌마635

## 같이 보기
- 입시 학원(cram school)
- 가쿠인
- 가쿠엔
- 전세
- 단과대학

- 대한민국의 교육
- 사교육
- 학습숙